# Spiralothelphusa hydrodroma
Spiralothelphusa hydrodroma is een krabbensoort uit de familie van de Gecarcinucidae. De wetenschappelijke naam van de soort is voor het eerst geldig gepubliceerd in 1794 door Herbst.